# Шекпээрский сумон
Шекпээрский сумон — административно-территориальная единица (сумон) и муниципальное образование со статусом сельского поселения в Барун-Хемчикском кожууне Тывы Российской Федерации.
Административный центр и единственный населённый пункт сумона — село Шекпээр.

## Население
| 2017 | 2018  |
| ---- | ----- |
| 1232 | ↘1231 |